# Харкаби, Йехошафат
Йехошафа́т Харка́би — (англ. Yehoshafat Harkabi ивр. יהושפט הרכבי‎) — четвёртый начальник военной разведки Израиля, профессор международных отношений в Еврейском университете, лауреат премии Израиля по политологии за 1992 год.

## Биография

### Молодость
Йехошафат Харкаби родился в 1921 году в Хайфе, закончил реальное училище, затем получил высшее образование в Еврейском университете. В дальнейшем Харкаби закончил Гарвардский университет в США, а затем получил степень доктора философии в Еврейском университете.
В 1943 году он вступил в британскую армию и воевал во Второй мировой войне. После войны он принял участие в первом курсе подготовки дипломатов, проводимых Еврейским агентством. В войне за независимость воевал в районе Иерусалима, был командиром роты в батальоне Мориа бригады Этциони. После войны он был членом израильской делегации на Родосе во время переговоров по соглашения о прекращении огня в конце Войны за независимость.

### Начальник военной разведки Израиля
В 1955 году Харкаби стал начальником военной разведки Израиля (АМАН). В 1956 году Харкаби возглавил первую в Израиле операцию возмездия. Перед Харкаби была поставлена задача остановить постоянные нападения арабских террористов, проникающих с территории Газы (тогда Египет) и Западного берега реки Иордан (тогда Иордания). АМАН установил, что организуют террористические группы начальник египетской разведки в Газе Мустафа Хафез и резидент египетской разведки в Иордании Салах Мустафа. 11 июля 1956 года Хафез был взорван в его кабинете книгой с взрывчаткой, переданной ему собственным помощником, завербованным АМАНом. Полковник Салах Мустафа погиб на следующий день, получив посылку с бомбой.
В дальнейшем Моссад перенял у Харкаби опыт организации таких операций .
Харкаби участвовал в покупке у Франции атомного реактора.

### Дальнейшая карьера
Он известен прежде всего своим постепенным развитием отношения к Палестинскому государству и признании Организации освобождения Палестины в качестве партнёра по переговорам, от бескомпромиссной жесткой линии до сторонника этих изменений. Харкаби был единственным командиром военной разведки, с хорошим знанием арабского языка, в дополнение к по-настоящему профессиональным знаниям арабской цивилизации и истории ислама.
После своей военной карьеры, он служил приглашенным профессором в Принстонском университете, а также ученым в Брукингском институте. Он был директором института международных отношений и исследований Ближнего Востока в Еврейском университете Иерусалима.
В своей наиболее известной книге «Роковой час Израиля», Харкаби описывает себя как «беспринципного голубя», намеренного искать «политику, в которых Израиль может получить наилучшее урегулирование конфликта на Ближнем Востоке — политику, которая включала бы сионизм „по качеству, а не площади“» (стр. 225).
В 1993 году Харкаби был награждён Государственной премией Израиля по политическим наукам.

## Публикации
- Йехошафат Харкаби. "Отношение арабов к Израилю" = Harkabi,Y. "Arab Attitudes to Israel" (англ.). — Transaction Publishers, 1974. — ISBN 0-85303-157-6.
- Йехошафат Харкаби. "Палестинцы и Израиль" = Harkabi,Y. "Palestinians and Israel" (англ.). — Transaction Publishers, 1975. — ISBN 0-87855-172-7.
- Йехошафат Харкаби. "Арабские стратегии и ответ Израиля" = Harkabi,Y. "Arab Strategies and Israel's Response" (англ.). — Free Press, 1977. — ISBN 0-02-913760-8.
- Йехошафат Харкаби. "Три концепции арабской стратегии" = Harkabi,Y. "Three Concepts of Arab Strategy" (англ.). — Anti-Defamation League of B'nai B'rith., 1978. — ISBN B0006WY3PU.
- Йехошафат Харкаби. "Палестинский Договор и его значение" = Harkabi,Y. "Palestinian Covenant and Its Meaning" (англ.). — Frank Cass Publishers, 1979. — ISBN 0-85303-206-8.
- Йехошафат Харкаби. "Палестинское Национальное Соглашение 1968 года: Израильские комментарии" = Harkabi,Y. "The Palestinian National Covenant (1981): An Israeli Commentary" (англ.). — 1975. — ISBN B0007J3GFA.
- Йехошафат Харкаби. "Синдром Бар-Кохбы: Риск и реалии международных отношений" = Harkabi,Y. "The Bar Kokhba Syndrome: Risk and Realism in International Relations" (англ.). — New York, NY, Rossel Books, 1982. — ISBN 0-940646-01-3.
- Йехошафат Харкаби. "Доктрина ФАТХа" = Harkabi,Y. "Al Fatah's Doctrine" (англ.). — New York, NY, Penguin Books, 1985. — ISBN 0-87196-873-8.
- Йехошафат Харкаби. "Роковые Израильские решения" = Harkabi,Y. "Israel's Fateful Decisions" (англ.). — I.B. Tauris, 1988. — ISBN 1-85043-094-2.
- Йехошафат Харкаби. "Роковой час Израиля" = Harkabi,Y. "Israel's Fateful Hour" (англ.). — HarperCollins, 1989. — ISBN 0-06-091613-3.
- Йехошафат Харкаби. "Арабо-израильский конфликт: на пороге переговоров" = Harkabi,Y. "The Arab-Israeli Conflict on the Threshold of Negotiations" (англ.). — Center of International Studies, Princeton University, 1992. — ISBN 9992409533.